# وینوود
وینوود (به انگلیسی: Wynwood) یک منطقهٔ مسکونی در ایالات متحده آمریکا است که در میامی واقع شده‌است. وینوود ۸٬۶۲۱ نفر جمعیت دارد.